# Pavia (Zeist)
Pavia is een buitenplaats aan de Laan van Beek en Royen 45 in Zeist.
Het in neoclassicistische stijl gebouwde landhuis staat op een verhoogd terrein aan de oostkant van de Arnhemse Bovenweg. Pavia is via een oprijlaan aan de voorzijde te bereiken. Bij de buitenplaats hoorde een koetshuis. Rechts van het huis staat een houten duiventoren van rond 1880.

## Huis
De voorgevel van het landhuis heeft een symmetrische indeling. De middenpartij wijkt naar achteren ten opzichte van de rooilijn. Bij de entree is een bordestrap en een gebogen, inpandige portiek. Aan weerszijden van de entree is een schuifvenster. De verdieping heeft twee schuifvensters met daar tussen een klein balkon. Hierboven werd in 1953 een fronton geplaatst. Binnen het hele huis zijn schuifluiken die eenzijdig in de muren weggeschoven kunnen worden en die met houten kleppen aan het oog kunnen worden onttrokken.

## Park

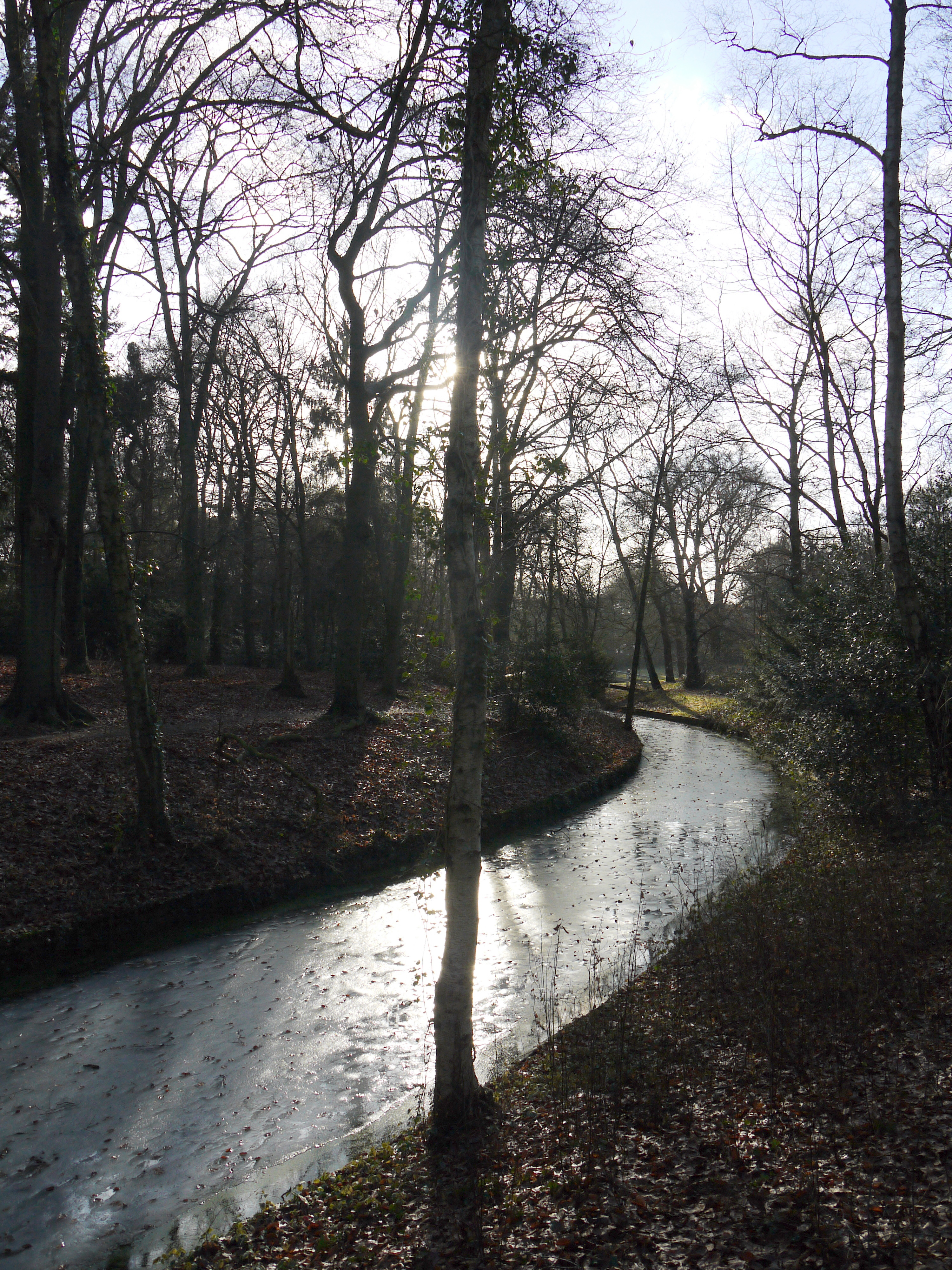
Park

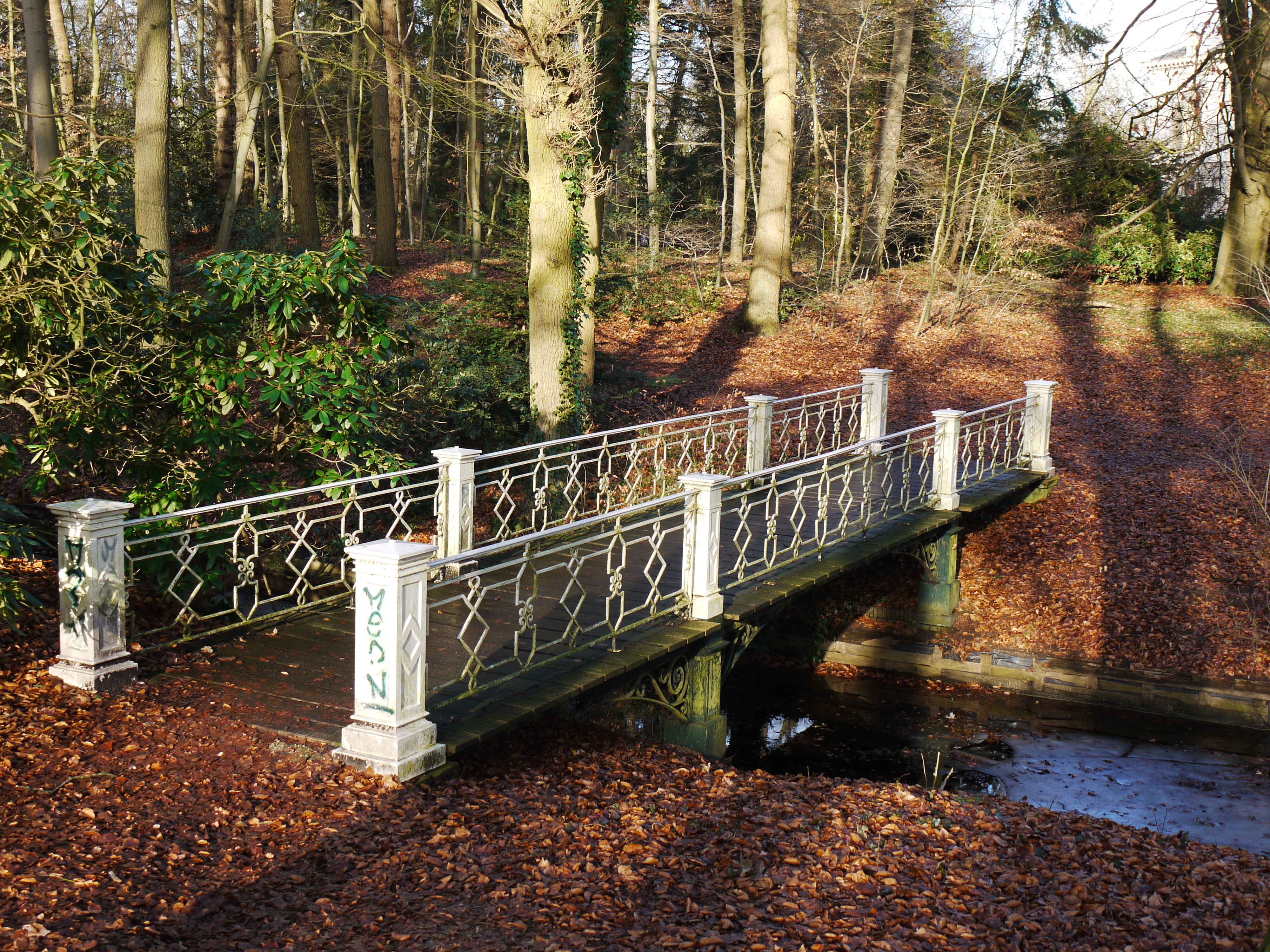
Brug

Het landschappelijk aangelegde parkbos werd aangelegd door tuinarchitect J. Copijn. In 1939 werd het achterste deel verkaveld voor de bouw van enkele villa's aan de Prinses Beatrixlaan. Vanuit het huis lopen meerdere zichtlijnen naar de weg en naar de slingervijver. De serpentinevijver versmalt vanaf de Laan van Beek en Royen en loopt dan met een bocht om het huis naar een bospartij aan de zuidwestzijde. Op twee plaatsen ligt een brug over de vijver, aan de zuidoostzijde een originele gietijzeren brug, aan de noordoostzijde een nieuwere houten brug. De beplanting van het bos dateert voor een groot deel uit de tijd van vóór de aanleg.

## Geschiedenis
Rond 1850 wordt het bosgebied aan de overzijde van de Arnhemse Bovenweg van Hoog Beek en Royen afgescheiden. In 1855 schenkt eigenaar Albert Voombergh de buitenplaats Pavia aan zijn dochter A.C.A. Voombergh en Matthieu Christiaan Hendrik Ridder Pauw van Wieldrecht (1816-1895). De naam Pavia is een Latijnse afleiding van de achternaam Pauw, in het Latijn Pavo. In 1913 wordt het terrein van de buitenplaats aangekocht door de gemeente Zeist. Door samenvoeging met het bosgebied van Hoog Beek en Rooyen ontstaat een aansluitend wandelgebied van 209 ha met 5,5 km bospaden. Dit wordt begrensd door de Laan van Beek en Royen aan de noordwestzijde, de Arnhemse Bovenweg aan de zuidwestzijde, de Prinses Beatrixlaan aan de zuidoostzijde en het Zeisterbos aan de noordoostzijde. 
In 1947 wordt het huis verkocht aan de Vereniging van Christelijk Hoger en Middelbaar Onderwijs, die het tot 1976 als meisjesinternaat gebruikt. De volgende eigenaren gebruiken het huis voor Antillianen en politieke vluchtelingen uit Chili en Argentinië. In 1985 bouwde woningbouwvereniging 'De Gecombineerde' in het huis 17 appartementen. Vanaf 1989 verzorgde Regionale Omroep Radio Utrecht vanuit het huis haare uitzendingen.
In 2004 restaureerde nieuwe eigenaar Habion Vastgoed het landhuis en maakte er 15 luxe appartementen in voor seniorenhuisvesting.

## Eigenaren
- 1855 - echtpaar Pauw van Wieldrecht-Voombergh
- 1913 - mevrouw Schimmelpenninck-Pauw van Wieldrecht
- 1936 - 1947 J.A. Gerritsen
- 1947 - 1976 Vereniging van Chr. Hoger en Middelbaar Onderwijs
- 1976 - 1985 de heer Van Veenendaal
- 1985 - 1991 woningbouwvereniging 'De Gecombineerde'
- 1991 - Regionale Omroep Radio Utrecht
- 2004 - Habion: particuliere woon- en zorgvoorzieningen